# Parepeolus minutus
Parepeolus minutus är en biart som beskrevs av Roig-alsina 1989. Parepeolus minutus ingår i släktet Parepeolus och familjen långtungebin. Inga underarter finns listade i Catalogue of Life.